# Çelebizade Şerif Hasan Pascià
Çelebizade Şerif Hasan Pascià (conosciuto anche come Rusçuklu Çelebizade Şerif Hasan Pascià "(di Rusçuk)"; Ruse, ... – Šumen, 13 febbraio 1791) è stato un politico ottomano.

## Biografia
Era figlio di Čelebi Ḥād̲j̲d̲j̲ī Süleymān Ag̲h̲a, un Agha dei Giannizzeri.
Partecipò nel 1769 come capo dei volontari (serdengeçti ağası) alla spedizione khan di Crimea in Ucraina e al suo ritorno fu promosso a kapıcıbaşılıki. L'11 settembre 1773 fu nominato comandante di Rusçuk con il grado di visir, quindi trasferito a Silistra, che difese da un attacco russo, nell'ambito della Guerra russo-turca (1768-1774). Dopo la pace (luglio) cadde in disgrazia e fu esiliato a Komotini (in turco: Gümülcine) e poi a Salonicco (Selanik) per alcuni anni.
Nel 1787, quando scoppiò la guerra contro la Russia, ricevette alcuni comandi militari nella regione del Danubio. Morto Cezayirli Gazi Hasan Pascià, fu nominato Gran Visir il 16 aprile 1790 e anche serdar-i ekrem (comandante in capo) posizioni ricoperte dal defunto. L'8 giugno 1790 suo fratello Seyyid Mehmed sconfisse gli austriaci a Giurgiu (Yergöğü), ma Sherif non ottenne nulla contro i russi e più tardi nell'anno conquistarono le fortezze di Kilija (Kili), Tulcea (Tulça), Isadjka e Ismail (İzmail). Anche nell'aspetto amministrativo sono stati rilevati diversi abusi e arbitrarietà; il sultano ordinò il suo assassinio che fu eseguito da un sicario nella caserma di Šumen nella notte dal 12 al 13 febbraio 1791.